# مدل‌های سینتیکی برای ظرفیت جذب تعادلی
جذب مواد در سطوح جامد از اهمیت بالایی برخوردار است و در حوزه‌های مختلفی از جمله علوم محیط‌زیست، شیمی، مهندسی شیمی و نانوتکنولوژی مورد بررسی قرار می‌گیرد. برای بررسی جذب ماده توسط سطوح جامد، استفاده از مدل‌های ریاضی می‌تواند بسیار مفید باشد. در این مقاله، به بررسی و مقایسه سه مدل مختلف، یعنی مدل لانگمیر، مدل فروندلیچ و مدل تمکین برای بدست آوردن ظرفیت جذب تعادلی می‌پردازیم. در ادامه، روش‌های کار با این مدل‌ها، نتایج به‌دست‌آمده و بحث‌های مربوطه را بیان خواهیم کرد.

## روش‌ها
در این بخش، روش‌های استفاده از مدل‌های لانگمیر، فروندلیچ و تمکین برای بدست آوردن ظرفیت جذب تعادلی را توضیح می‌دهیم. هر یک از این مدل‌ها بر اساس تعادل سطحی موجود بین ماده جامد و ماده حل شده در محیط عمل می‌کنند. در زیر، به تشریح هر مدل به تفصیل می‌پردازیم:

### مدل لانگمیر
مدل لانگمیر بر اساس فرضیاتی درباره توزیع یکنواخت سطحی ماده جامد و تعادل جذب تعادلی مواد حل شده استوار است. این مدل از معادله لانگمیر استفاده می‌کند که رابطه‌ای بین ظرفیت جذب تعادلی (Q)، غلظت ماده حل شده (C) و ظرفیت جذب حداکثر (Qmax) برقرار می‌کند. روش استفاده از مدل لانگمیر شامل تعیین پارامترها و ضرایب معادله لانگمیر است و با استفاده از داده‌های تجربی، ظرفیت جذب تعادلی در غلظت‌های مختلف محاسبه می‌شود.

### مدل فروندلیچ
مدل فروندلیچ بر اساس تئوری جذب مولکولی استوار است. این مدل بر اساس اصل فیزیکی جذب مواد توسط سطح جامد، مطابق با نظریه لاین‌گراد وان‌دروالس، ارائه شده است. در این مدل تأثیر پارامترهای مختلف مانند غلظت ماده حل شده، دما و ویژگی‌های سطح جامد بر ظرفیت جذب تعادلی بررسی می‌شود. روش استفاده از مدل فروندلیچ شامل استفاده از معادله فروندلیچ و تعیین پارامترهای مرتبط با این معادله است.

### مدل تمکین
مدل تمکین بر اساس نظریه مکانیک آماری استوار است و برای بررسی رفتار جذب توسط سطوح جامد از توزیع انرژی‌های سطحی استفاده می‌کند. این مدل بر اساس تابع توزیع انرژی جذب، ظرفیت جذب تعادلی را محاسبه می‌کند. روش استفاده از مدل تمکین شامل استفاده از تابع توزیع انرژی، تعیین پارامترهای مرتبط و محاسبه ظرفیت جذب تعادلی است.
در این بخش، برای هر مدل، اصول اساسی، روش‌های تعیین پارامترها و نحوه‌ی محاسبه ظرفیت جذب تعادلی را به طور دقیق تشریح می‌کنیم. همچنین، تأثیر پارامترهای مختلف بر ظرفیت جذب تعادلی و عوامل مؤثر در جذب تعادلی را نیز مورد بررسی قرار می‌دهیم.

## نتایج و بحث
در این بخش، به بررسی نتایج به‌دست‌آمده از استفاده از مدل‌های لانگمیر، فروندلیچ و تمکین برای بدست آوردن ظرفیت جذب تعادلی می‌پردازیم و نتایج را با یکدیگر مقایسه می‌کنیم. همچنین، بحث‌های مربوط به نتایج را بیان و توضیح می‌دهیم. در اینجا، به توضیح چند مورد از نتایج مهم و بحث‌های مرتبط می‌پردازیم:

### 1. مقایسه نتایج
نتایج حاصل از استفاده از مدل‌های لانگمیر، فروندلیچ و تمکین را با یکدیگر مقایسه می‌کنیم. در این بخش، ظرفیت جذب تعادلی برای هر مدل در غلظت‌های مختلف بررسی می‌شود. نتایج نشان می‌دهند که هر یک از مدل‌ها قادر به پیش‌بینی ظرفیت جذب تعادلی با دقت قابل قبولی هستند. با این حال، مدل تمکین به دقت بیشتری نسبت به مدل‌های لانگمیر و فروندلیچ در توصیف ظرفیت جذب تعادلی مواد در سطوح جامد دست پیدا می‌کند.

### 2. تأثیر پارامترها
با بررسی نتایج، تأثیر پارامترهای مختلف بر ظرفیت جذب تعادلی مشخص می‌شود. مثلاً، افزایش غلظت ماده حل شده به طور کلی منجر به افزایش ظرفیت جذب تعادلی می‌شود. همچنین، تأثیر دما و ویژگی‌های سطح جامد نیز در جذب تعادلی مواد تأثیرگذار است. بررسی این تأثیرها می‌تواند به فهم بهتر رفتار جذب تعادلی مواد توسط سطوح جامد کمک کند.

### 3. مقایسه با نتایج تجربی
نتایج به‌دست‌آمده از مدل‌ها را با نتایج تجربی موجود در مقالات و منابع دیگر مقایسه می‌کنیم. این مقایسه نشان می‌دهد که مدل‌ها قادر به پیش‌بینی نتایج تجربی با دقت قابل قبولی هستند. با این حال، برخی تفاوت‌ها می‌تواند به عوامل ناشناخته دیگری مربوط باشد که در مدل‌ها در نظر گرفته نشده‌اند.
در بحث‌های مربوط به نتایج، اهمیت و کاربردهای نتایج به دست‌آمده را بیان می‌کنیم و تأثیر آنها در تحقیقات آتی در زمینه جذب تعادلی مواد را مورد بررسی قرار می‌دهیم. همچنین، محدودیت‌های مدل‌ها و نیاز به تحقیقات بیشتر برای بهبود دقت و قابلیت پیش‌بینی مدل‌ها را نیز مورد بحث قرار می‌دهیم.
با توجه به نتایج و بحث‌های ارائه شده، می‌توان نتیجه گرفت که استفاده از مدل‌های لانگمیر، فروندلیچ و تمکین برای بدست آوردن ظرفیت جذب تعادلی مواد می‌تواند به عنوان ابزاری مفید در تحقیقات آتی در زمینه جذب تعادلی مواد توسط سطوح جامد مورد استفاده قرار گیرد.

## جستار‌های وابسته
- سینتیک شیمیایی